# Pygeum lampongum
Pygeum lampongum är en rosväxtart som beskrevs av Friedrich Anton Wilhelm Miquel. Pygeum lampongum ingår i släktet Pygeum och familjen rosväxter. Inga underarter finns listade i Catalogue of Life.